# إيفا ليسا مانر
إيفا ليسا مانر (Eeva-Liisa Manner؛ هلسنكي، 5 ديسمبر 1921 - تامبيري، 7 يوليو 1995) شاعرة وكاتبة مسرحية ومترجمة فنلندية. بدأت الشعر في عام 1944 (Mustaa ja punaista؛ «أسود وأحمر»). نـُظر إليها منذ قصيدتها البارزة «هذه الرحلة» (Tämä matka ؛ 1956) على أنها واحدة من الحداثيين الأكثر تأثيرا في فنلندا بعد الحرب العالمية الثانية.
كتبت إيفا ليسا مانر أكثر من 15 مجموعة من القصائد الأصلية والمسرحيات للمسرح والإذاعة، والروايات القصيرة والنثر. انها ترجمت على نطاق واسع المعاصرة والكلاسيكية والأدب، بما في ذلك أسماء مثل شكسبير، هيس وكافكا.
وقد ترجمت أعمالها إلى لغات أوروبية كثيرة. ترجمة أشعار مختارة الآداب في اللغة الإنجليزية ونشرت في عام 1997.

## روابط خارجية
- إيفا ليسا مانر على موقع IMDb (الإنجليزية)
- إيفا ليسا مانر على موقع الموسوعة البريطانية (الإنجليزية)
- إيفا ليسا مانر على موقع مونزينجر (الألمانية)
- إيفا ليسا مانر على موقع ميوزك برينز (الإنجليزية)
- إيفا ليسا مانر على موقع أول ميوزيك (الإنجليزية)
- إيفا ليسا مانر على موقع ديسكوغز (الإنجليزية)
- إيفا ليسا مانر على موقع قاعدة بيانات الفيلم (الإنجليزية)
- إيفا ليسا مانر على موقع كينوبويسك (الروسية)